# Echipa națională de rugby a Statelor Unite
Echipa națională de rugby a Statelor Unite reprezintă Statele Unite în meciurile internaționale de rugby, Statele Unite fiind una dintre națiunile minore din eșalonul al doilea al rugby-ul internațional. 
Statele Unite participă anual la Churchill Cup împreună cu echipele din Canadei și a doua echipă a Angliei precum și alte echipe invitate ocazional. Statele Unite au participat la patru ediții ale Campionatului Mondial de Rugby, nereușind niciodată să treacă de faza grupelor. 